# Wilhelm Fitzner (Jurist)
Wilhelm Fitzner (* 20. Juli 1891 in Berlin; † 16. Januar 1950 ebenda) war ein deutscher Wirtschafts- und Verwaltungsjurist.

## Leben
Wilhelm Fitzner wuchs in Berlin auf. Von 1909 bis 1913 besuchte er das Lehrerseminar. Von 1914 bis 1918 war er Soldat (Leutnant) im Ersten Weltkrieg, er wurde zweimal verwundet. 1918/19 holte er das Abitur nach, studierte von 1919 bis 1923 Rechts- und Wirtschaftswissenschaften sowie Philosophie und wurde zum Dr. phil. promoviert.
Im Jahr 1923 wurde er Mitglied der SPD und Pressereferent im Vorläufigen Reichswirtschaftsrat. Ab 1926 war er Landrat im Mansfelder Seekreis in Eisleben. 1928 wurde er Regierungsdirektor in Frankfurt (Oder), 1929 Regierungsvizepräsident in Gumbinnen/Ostpreußen und 1930 Regierungspräsident im Regierungsbezirk Frankfurt (Oder). Im Zuge der Absetzung der preußischen Staatsregierung Braun-Severing durch den sogenannten „Preußenschlag“ wurde er am 20. Juli 1932 von der Regierung Papen von einem Tag zum anderen entlassen. Er lehnte gegenüber Hitler persönlich einen Beitritt zur NSDAP mit dem Angebot, im Falle eines Wahlsiegs der NSDAP Oberpräsident/Gauleiter zu werden, ab.
Nach der Machtergreifung durch die Nationalsozialisten befand er sich 1933/34 in Untersuchungshaft in der Justizvollzugsanstalt Berlin-Moabit. Von 1934 bis 1945 arbeitete er als Rechts- und Steuerberater in Berlin-Moabit und leistete illegale politische Arbeit. Fitzner wurde 1935 von der Gestapo wegen Vorbereitung zum Hochverrat verhaftet und vier Monate im KZ Columbia-Haus in Berlin-Tempelhof und sechs Monate im KZ Sachsenhausen gefangen gehalten. Ende 1935 kam er wieder frei. Er erhielt Berufsverbot, wurde für wehrunwürdig erklärt und als „politisch Unzuverlässiger“ eingestuft. Er durfte Berlin nicht ohne Genehmigung der Regierung verlassen. Pensionsansprüche wurden ihm aberkannt. Er überlebte mit Gelegenheitstätigkeiten in Berlin und wurde auch schriftstellerisch tätig. 1940 erfolgte die Buchveröffentlichung von „Nikodemus. Ein Leben um Jesus von Nazareth“.
Nach dem Ende des Zweiten Weltkrieges war er von Mai bis Juli 1945 als Bevollmächtigter des Landeshauptmanns der Provinz Brandenburg für fünf Landkreise tätig. Vom 1. August 1945 bis 31. März 1948 fungierte er als Präsident der Deutschen Zentralverwaltung des Verkehrs in der Sowjetischen Besatzungszone und von August 1945 bis Januar 1946 gleichzeitig als Generaldirektor der Hauptverwaltung der Deutschen Reichsbahn. Im Februar/März 1948 war er kurzzeitig Mitglied der Deutschen Wirtschaftskommission (DWK). Mit der Zwangsvereinigung von SPD und KPD zur SED im April 1946 wurde er Mitglied der SED, von der er 1948 aus dem Amt gedrängt wurde. Das Angebot, Generaldirektor der DEFA zu werden, lehnte er ab. Ende 1949 floh er nach West-Berlin, wo er in die SPD aufgenommen wurde. Fitzner starb unerwartet mit 59 Jahren vor seiner Antrittsvorlesung an der Hochschule für Politikwissenschaften, die Todesursache blieb ungeklärt.